# الصبحة (الجزائر)
الصبحة بلدة وبلدية تابعة لدائرة بوقادير في ولاية الشلف بالجزائر.

## موقع
يحدها شمالا بلدية عين مران وبلدية الشطية وجنوبا بوقادير وشرقا بلدية وادي السلي وبلدية الشلف وغربا بلدية واريزان من ولاية غيليزان.